# Karl von Rambaldi
Karl von Rambaldi (Karl Borromäus Ferdinand Graf von Rambaldi) (* 30. Mai 1842 in Landshut; † 29. April 1922 in München) war ein deutscher Geschichtsforscher und Schriftsteller. Der mit der Tochter Mathilde des Pharmazieunternehmers Christoph Heinrich Boehringer verheiratete Rambaldi war Vorstand und Sekretär des Historischen Vereins von Oberbayern. Rambaldi verfasste und veröffentlichte 1892 die Wanderungen im Gebiete der Isarthalbahn (Lentner, München, 1892) sowie 1894 die Münchner Straßennamen und ihre Erklärung (Pilothy & Loehle, München). und 1902 die Geschichte der Pfarrei Aufkirchen am Würmsee. Festschrift zum 400 jährigen Jubiläum der Pfarr- und Wallfahrtskirche.

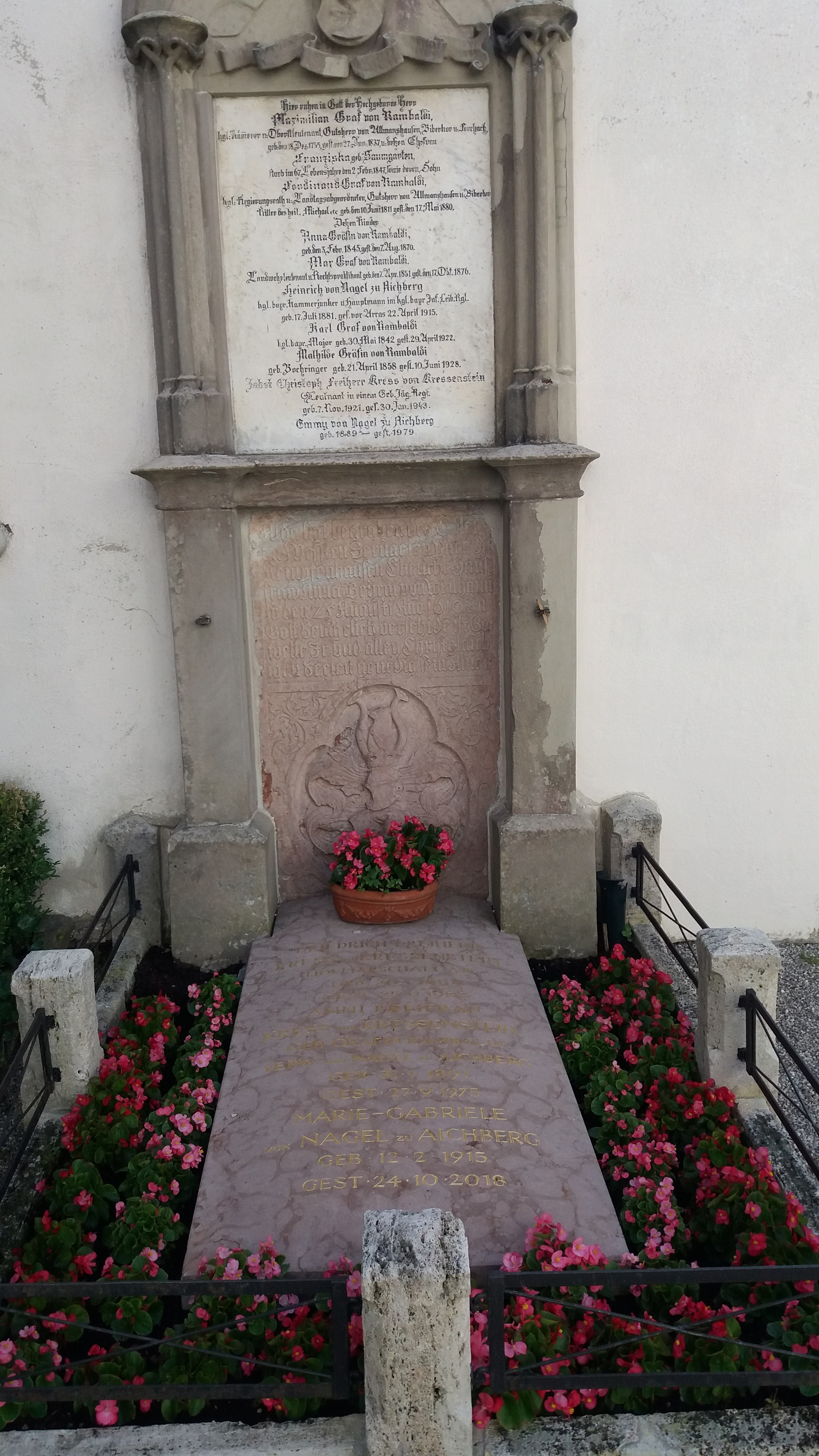
Familiengrabstätte von Rambaldi, Friedhof Aufkirchen

Rambaldi entstammte der im 18. Jahrhundert aus Verona nach München gekommenen Familie Rambaldi, die im 19. Jahrhundert das Schloss Allmannshausen erwarb und das nahegelegene Jägerhaus am Starnberger See errichtete. Er ist auf dem Friedhof Aufkirchen begraben.
Nach Rambaldi ist die Rambaldistraße in München-Johanneskirchen benannt.